# Tabanus inifromis
Tabanus inifromis är en tvåvingeart som beskrevs av Ricardo 1911. Tabanus inifromis ingår i släktet Tabanus och familjen bromsar. Inga underarter finns listade i Catalogue of Life.